# Euphaea variegata
Euphaea variegata – gatunek ważki z rodziny Euphaeidae.